# David Mabumba
David Mabumba (* 23. April 1971) ist ein sambischer Politiker der Patriotic Front (PF).

## Leben
Mabumba absolvierte ein postgraduales Studium im Fach Management, das er mit einem Master of Business Administration (M.B.A.) beendete. Ein weiteres postgraduales Studium im Fach Personalwesen schloss er mit einem Master of Science (M.Sc. Human Resource Management) ab und war als Personalmanager tätig. Er wurde bei der Wahl 2011 als Kandidat der Patriotic Front (PF) erstmals zum Mitglied der Nationalversammlung Sambias sowie am 11. August 2016 gewählt und vertritt den Wahlkreis Mwense. Nachdem er von Februar 2015 bis September 2016 Vize-Minister für Bildung, Berufsausbildung und frühe Erziehung war, wurde er im September 2016 Präsident Edgar Lungu zum Energieminister in dessen Kabinett berufen.